# Patrick Hölbling
Patrick Hölbling (* 23. August 1983) ist ein ehemaliger österreichischer Fußballspieler.

## Karriere
Hölbling begann seine Karriere beim FC St. Veit. Zur Saison 1994/95 wechselte er zur WSG Wietersdorf. Zur Saison 1997/98 kehrte er nach St. Veit zurück. Im März 1998 kam er in die Jugend des FC Kärnten. Zur Saison 2000/01 wechselte er ein zweites Mal zu Wietersdorf, das zu jenem Zeitpunkt in der Landesliga spielte.
Zur Saison 2002/03 schloss er sich dem Zweitligisten BSV Bad Bleiberg an. Sein Debüt in der zweiten Liga gab er im April 2003, als er am 28. Spieltag jener Saison gegen den SV Wörgl in der 89. Minute für Gerhard Breitenberger eingewechselt wurde. Bis Saisonende kam er zu zwei Einsätzen für Bad Bleiberg. Zur Saison 2003/04 wechselte Hölbling zum Regionalligisten ASK Voitsberg. Nach zwei Spielzeiten in der Steiermark kehrte er zur Saison 2005/06 in seine Kärntner Heimat zurück und wechselte zum Ligakonkurrenten SV Feldkirchen.
Zur Saison 2006/07 wechselte er zum Ligakonkurrenten SV Spittal/Drau. Für Spittal kam er zu 27 Einsätzen in der Regionalliga. Zur Saison 2007/08 wechselte Hölbling zu den Amateuren des FC Gratkorn in die steirische Landesliga. Für Gratkorn II kam er zu 25 Landesligaeinsätzen, zudem absolvierte er in der Saison 2008/09 auch ein Spiel für die Profis in der zweiten Liga. Zur Saison 2009/10 kehrte er zum Regionalligisten St. Veit zurück, bei dem er einst seine Karriere begonnen hatte. Mit St. Veit stieg er zu Saisonende allerdings in die Kärntner Liga ab. In drei Spielzeiten kam er zu 63 Ligaeinsätzen für den Verein, in denen er 20 Tore erzielte.
Zur Saison 2012/13 schloss er sich dem sechstklassigen ATUS Guttaring an. Nach zehn Einsätzen in der 1. Klasse verließ er den Klub in der Winterpause wieder. Nach einem Jahr ohne Verein wechselte Hölbling im Jänner 2014 zum Ligakonkurrenten Friesacher AC, für den er ein Spiel in der 1. Klasse machte. Nach der Saison 2013/14 beendete er seine Karriere als Aktiver.